# ليونارد لاك
ليونارد لاك (بالإنجليزية: Leonard Lake) هو قاتل متسلسل أمريكي، ولد في 29 أكتوبر 1945 في سان فرانسيسكو في الولايات المتحدة، وتوفي في 6 يونيو 1985 في سووث سان فرانسيسكو في الولايات المتحدة بسبب تسمم بالسيانيد.

## وصلات خارجية
- ليونارد لاك على موقع IMDb (الإنجليزية)